# Трудова міграція
Трудова́ мігра́ція — переміщення працездатної особи з метою працевлаштування на певний термін.
Відповідно до Закону України «Про зовнішню трудову міграцію», трудова міграція — це переміщення громадян України, пов'язане з перетинанням державного кордону, з метою здійснення оплачувальної діяльності в державі перебування.

## Види трудової міграції
Однією з основних ознак міграції фізичних осіб є перетинання державних кордонів або меж адміністративно-територіальних одиниць — держави, області, міста, району тощо. На цій підставі вирізняють зовнішню та внутрішню міграції. Зовнішню міграцію фізичних осіб, пов'язану з перетинанням державного кордону, називають також міжнародною.
Для виокремлення потоків мігрантів, які прямують з конкретної країни, застосовується поняття еміграція (від лат. emigratio — «виселення», «переселення») — масове переселення з батьківщини в іншу державу; тривале перебування за межами батьківщини внаслідок переселення.
Для потоків у країну — імміграція (від лат. immigratio — «вселення») — в'їзд у державу іноземця чи особи без громадянства на тривале або постійне проживання.
Розрізняють ще міжконтинентальну та внутрішньоконтинентальну міграцію фізичних осіб.
Заробітча́нство — тенденція до територіального переміщення працездатних осіб з метою працевлаштування на певний термін та заробітків.
Праця за кордоном — оплачувана трудова діяльність трудящого-мігранта за кордоном, заради якої він виїжджає за межі країни, громадянином якої є та в якій постійно проживає.
Трудовий мігрант — особа, яка на тимчасовий термін виїжджає займатися, займається (або займалася) оплачуваною діяльністю до іноземної країни.
 Член сім'ї трудового мігранта — особа, що перебуває з мігрантом у шлюбі, діти та інші особи, що перебувають на їхньому утриманні та визнаються членами родини відповідного до чинного законодавства країни походження.
За даними Bloomberg, у 2019 році приблизно 20% польських компаній-роботодавців наймають українців на постійній основі або за тимчасовими трудовими договорами. За прогнозами, вже до кінця 2019-го ця цифра виросте до 30%. А всього за приблизними підрахунками в Польщі зараз працює близько 1,5 млн українців, тобто близько 4% від населення країни.
За даними hh.ua, найбільш затребувані в Україні працівники низької кваліфікації — це представники всіх робітничих професій (вантажники, будівельники, трактористи, швачки і т. Д.). Претендентів на такі робочі місця дуже мало: часто на одну вакансію припадає менше одного резюме. Хоча, в середньому, по ринку праці за одну вакансію може змагатися 3-4 здобувача, а в деяких професійних сферах на одне місце претендують до 25 осіб.